# Obelisk von Montevideo

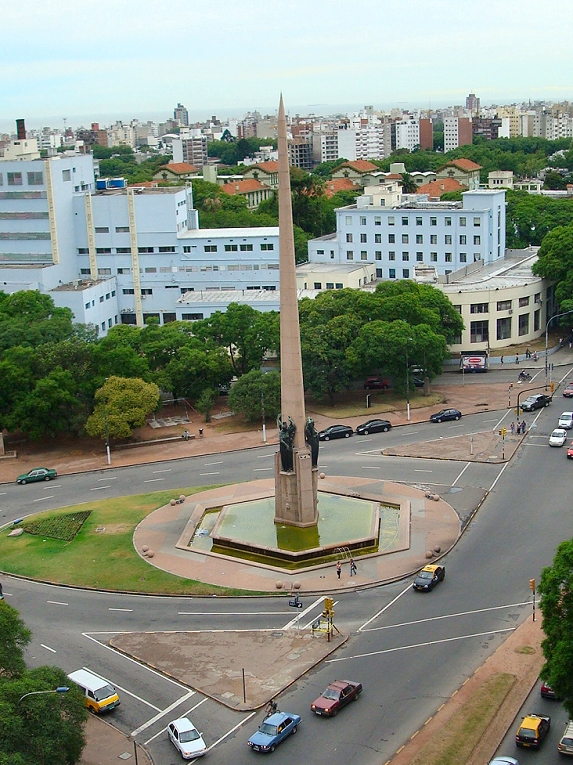
Obelisk von Montevideo

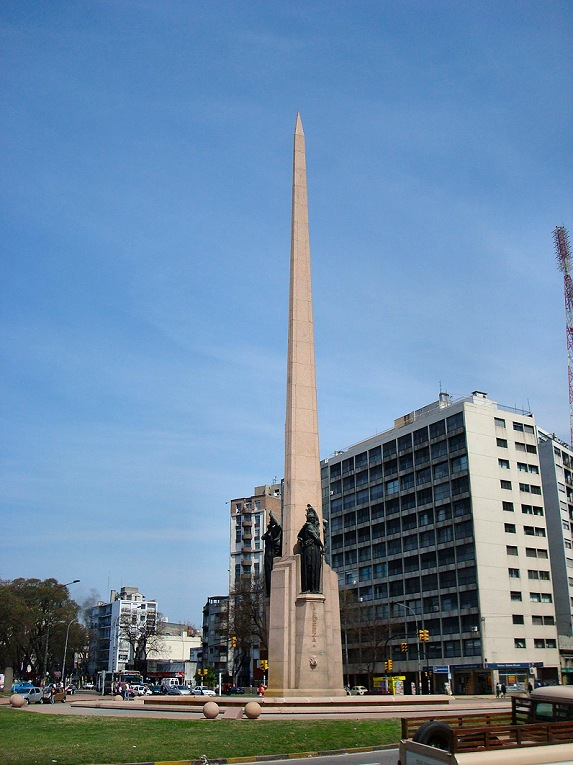
Obelisk von Montevideo

Der Obelisco a los Constituyentes de 1830 ist ein am 25. August 1938 eingeweihtes 40 Meter hohes Denkmal in der uruguayischen Hauptstadt Montevideo. Er erinnert an die 1830 in Kraft getretene erste Verfassung des Staates Uruguay.
Der Obelisk befindet sich an der Ostseite des Bulevar Artigas direkt gegenüber der Einmündung der Avenida 18 de Julio und an derjenigen der Avenida Dr. Luis Morquio an der Grenze der Barrios Parque Batlle und Tres Cruces. Er besteht aus Bronze und Granit und wurde vom uruguayischen Bildhauer José Luis Zorrilla de San Martín geschaffen. Seit 1976 ist er als Monumento Histórico Nacional klassifiziert.